# North Eastern League
Die North Eastern League war eine Fußballliga für Mannschaften im Nordosten Englands.
Die Liga wurde 1906 gegründet und war anfänglich erfolgreich, wobei Mannschaften von der rivalisierenden Northern Football Alliance absprangen, um dort zu spielen. Obwohl einige Mitglieder (wie z. B. Darlington) 1921 zur Football League Third Division North wechselten, absorbierte die North Eastern League 1925/26 die Northern Alliance und spaltete sich in zwei Divisionen. Die Liga verbrachte neun Jahre auf diese Weise und kehrte 1935 zu einer Division zurück; Klubs aus der zweiten Division bildeten die Northern Football Alliance neu, die zu einem Zubringer für die Liga wurde.
Im Laufe der Jahre schrumpfte die Zahl der Vereine, und die Liga fiel 1958 nach dem Rückzug der Reservemannschaften der Klubs der Football League erstmals auseinander. Die verbleibenden Mitglieder wechselten zunächst in die Midland Football League, bevor 1960 die Northern Counties League gegründet wurde. Die Northern Counties League wurde 1962/63 in North Eastern League umbenannt, wurde aber 1964 endgültig beendet.

## Meister
Die Meister der Liga waren:
- 1906/07: Newcastle United Reserves
- 1907/08: Newcastle United Reserves
- 1908/09: Newcastle United Reserves
- 1909/10: Spennymoor United
- 1910/11: Newcastle United Reserves
- 1911/12: Middlesbrough Reserves
- 1912/13: FC Darlington
- 1913/14: FC South Shields
- 1914/15: FC South Shields
- 1915–1919: Wegen des Ersten Weltkriegs nicht ausgetragen
- 1919/20: Middlesbrough Reserves
- 1920/21: Darlington
- 1921/22: Carlisle United
- 1922/23: Newcastle United Reserves
- 1923/24: South Shields Reserves
- 1924/25: Sunderland Reserves
- 1925/26: Newcastle United Reserves
- 1926/27: Sunderland Reserves
- 1927/28: Sunderland Reserves
- 1928/29: Sunderland Reserves
- 1929/30: Sunderland Reserves
- 1930/31: Middlesbrough Reserves
- 1931/32: Middlesbrough Reserves
- 1932/33: Middlesbrough Reserves
- 1933/34: Sunderland Reserves
- 1934/35: Middlesbrough Reserves
- 1935/36: Blyth Spartans
- 1936/37: Sunderland Reserves
- 1937/38: Horden Colliery Welfare
- 1938/39: South Shields
- 1939–1946: Wegen des Zweiten Weltkriegs nicht ausgetragen
- 1945/46: Spennymoor United
- 1946/47: Middlesbrough Reserves
- 1947/48: Sunderland Reserves
- 1948/49: Middlesbrough Reserves
- 1949/50: FC North Shields
- 1950/51: FC Stockton
- 1951/52: Middlesbrough Reserves
- 1952/53: Sunderland Reserves
- 1953/54: Middlesbrough Reserves
- 1954/55: Middlesbrough Reserves
- 1955/56: Middlesbrough Reserves
- 1956/57: Spennymoor United
- 1957/58: South Shields
- 1960/61: North Shields (NCL)
- 1961/62: AFC Consett (NCL)
- 1962/63: FC Scarborough
- 1963/64: Horden Colliery Welfare

## Mitgliedsvereine
Während des Bestehens der Liga spielten 82 Vereine und Reservemannschaften in ihr.
- Annfield Plain
- AFC Ashington
- Ashington Reserves
- Bedlington United
- FC Birtley
- Blackhall Colliery Welfare
- Blyth Spartans
- Bradford City 'A'
- Bradford City Reserves
- Bradford Park Avenue Reserves
- Carlisle United
- Carlisle United Reserves
- Chester-le-Street Town
- Chilton Colliery Athletic
- FC Chopwell Institute
- AFC Consett
- Craghead United
- Crawcrook Albion
- Crook Town
- FC Darlington
- Darlington Reserves
- Dipton United
- Durham City
- Durham City Reserves
- Eden Colliery Welfare
- Eppleton Colliery Welfare
- FC Felling Colliery
- AFC Gateshead
- Gateshead Reserves
- Gateshead Town
- Hartlepools United
- Hartlepools United Reserves
- Hebburn Argyle
- Hexham Town
- High Fell
- Horden Colliery Welfare
- Houghton Rovers
- Huddersfield Town
- FC Jarrow
- Leadgate Park
- Leeds City 'A'
- Leeds City Reserves
- FC Mickley
- Middlesbrough Reserves
- Murton Colliery Welfare
- Newbiggin West End
- FC Newburn
- FC Newcastle City
- Newcastle East End
- Newcastle United Reserves
- FC North Shields
- Ouston Rovers
- Pegswood United
- FC Penrith
- Preston Stanley
- Redcar Albion
- FC Scarborough
- FC Scotswood
- Seaham Harbour
- Seaham White Star
- FC Seaton Delaval
- AFC Shildon
- FC South Shields
- Spen Black & White
- Spennymoor United
- St Peters Albion
- Stakeford Albion
- FC Stockton
- Sunderland Reserves
- Sunderland Rovers
- FC Throckley Welfare
- FC Usworth Colliery
- Walker Celtic
- FC Wallsend
- FC Washington Colliery
- FC West Stanley
- FC West Wylam Colliery Welfare
- White-le-Head Rangers
- Whitley Bay Athletic
- Wingate Albion
- AFC Workington
- Workington Reserves